# Omega-Nunatak
Der Omega-Nunatak ist ein isolierter und abgeflachter Nunatak im ostantarktischen Coatsland. Er ragt 34 km südsüdwestlich der Whichaway-Nunatakker auf.
Die erste Kartierung nahmen 1957 Teilnehmer der Commonwealth Trans-Antarctic Expedition (1955–1958) vor. Sie benannten ihn so, weil er auf dem weiteren Landweg über den Südpol hinweg zum Viktorialand die letzte gesichtete Felsformation war.